# Матиас Фернандес
Матиас Ариел Фернандес Фернандес (на испански: Matías Ariel Fernández Fernández), роден на 15 май 1986 г. в Буенос Айрес, Аржентина), е чилийски футболист от аржентински произход, играещ като офанзивен полузащитник. В периода 2006-2011 г. той държи рекорда за най-скъпо продаден футболист от чилийски отбор в чужбина (испанският Виляреал плаща за него почти 9 милиона щатски долара). През 2006 г. Фернандес става третият чилийски футболист (и първи на Коло Коло), избран за Футболист № 1 на Южна Америка. Преди него отличието са печелили Елиас Фигероа и Марсело Салас. През същата година печели и наградите за Футболист №1 и Спортист №1 на Чили.

## Клубна кариера
През 1996 г. роденият в семейство на майка аржентинка и баща чилиец Фернандес започва да тренира футбол в Унион от град Ла Калера, където емигрира със семейството си още на четиригодишна възраст. Две години по-късно се мести в академията на Коло Коло. Дебютът му в професионалния футбол се осъществява на 10 юли 2003 г. срещу Депортес Овале в квалификационния турнир за участие за Копа Судамерикана, като в този мач отбелязва и гол. За първенството дебютира на 3 март 2004 г. срещу Универсидад де Консепсион. Първите си голове в Примера Дивисион отбелязва срещу Кобресал на 8 август във втория кръг от турнира Клаусура през 2004 г. Коло Коло стига до полуфинал, а Фернандес e определен за едно от откритията на сезона. През календарната 2006 година Фернандес отбелязва 39 гола в 55 мача във всички турнири. Той печели титлите в турнирите Апертура и Клаусура, като и двата пъти завършва на второ място при голмайсторите. В турнира Копа Судамерикана играе финал и отново завършва втори при голмайсторите. През месец октомври подписва с Виляреал, за който дебютира в началото на януари 2007 г. За две години и половина изиграва общо 71 мача в Примера Дивисион (но само 30 като титуляр), в които отбелязва едва седем гола. През 2009 г. става вицешампион на Испания. След като сънародникът му Мануел Пелегрини напуска треньорския пост, за да поеме Реал Мадрид, новият треньор Ернесто Валверде обявява Фернандес за ненужен и футболистът преминава в португалския Спортинг за сумата от малко над 3,6 милиона евро плюс 20% от следващ трансфер и бонус от половин милион при изиграване на определен брой мачове. След три сезона в Спортинг с 69 мача и 12 гола за първенство и общо 113 мача и 20 гола във всички турнири, Фернандес преминава в италианския Фиорентина, с който през 2014 г. играе финал за Копа Италия, загубен от Наполи.

## Национален отбор
През 2003 г. Фернандес е част от юношеския отбор до 17 години на Южноамериканското първенство, по време на което записва три мача. Две години по-късно е капитан на младежкия отбор до 20 години на Световното първенство за младежи (три мача), а на Южноамериканското първенство тимът завършва на четвърто място, като Фернандес изиграва девет мача, в които отбелязва пет гола. Дебютира за А отбора на Чили дебютира на 17 август 2005 г. срещу Перу. Участва на Световното първенство в Южна Африка (два мача) и Копа Америка през 2007 и 2011 г. (съответно три и един мач). Пропуска Световното първенство в Бразилия заради контузия.

## Успехи
С Коло Коло
- Шампион на Чили (2): 2006 А, 2006 К
- Финалист за Копа Судамерикана (1): 2006

С Виляреал
- Вицешампион на Испания (1): 2009

Със Спортинг
- Вицешампион на Португалия (1): 2010/2012

С Фиорентина
- Финалист за Копа Италия (1): 2013/2014